# Jacques Cujas
Pour les articles homonymes, voir Cujas.
Jacques Cujas, né Cujeus, aussi connu sous le nom latinisé de Jacobus Cujacius, est un jurisconsulte français, né à Toulouse en 1522 et mort à Bourges le 4 octobre 1590. C'est l'un des principaux représentants de l'humanisme juridique.

## Biographie

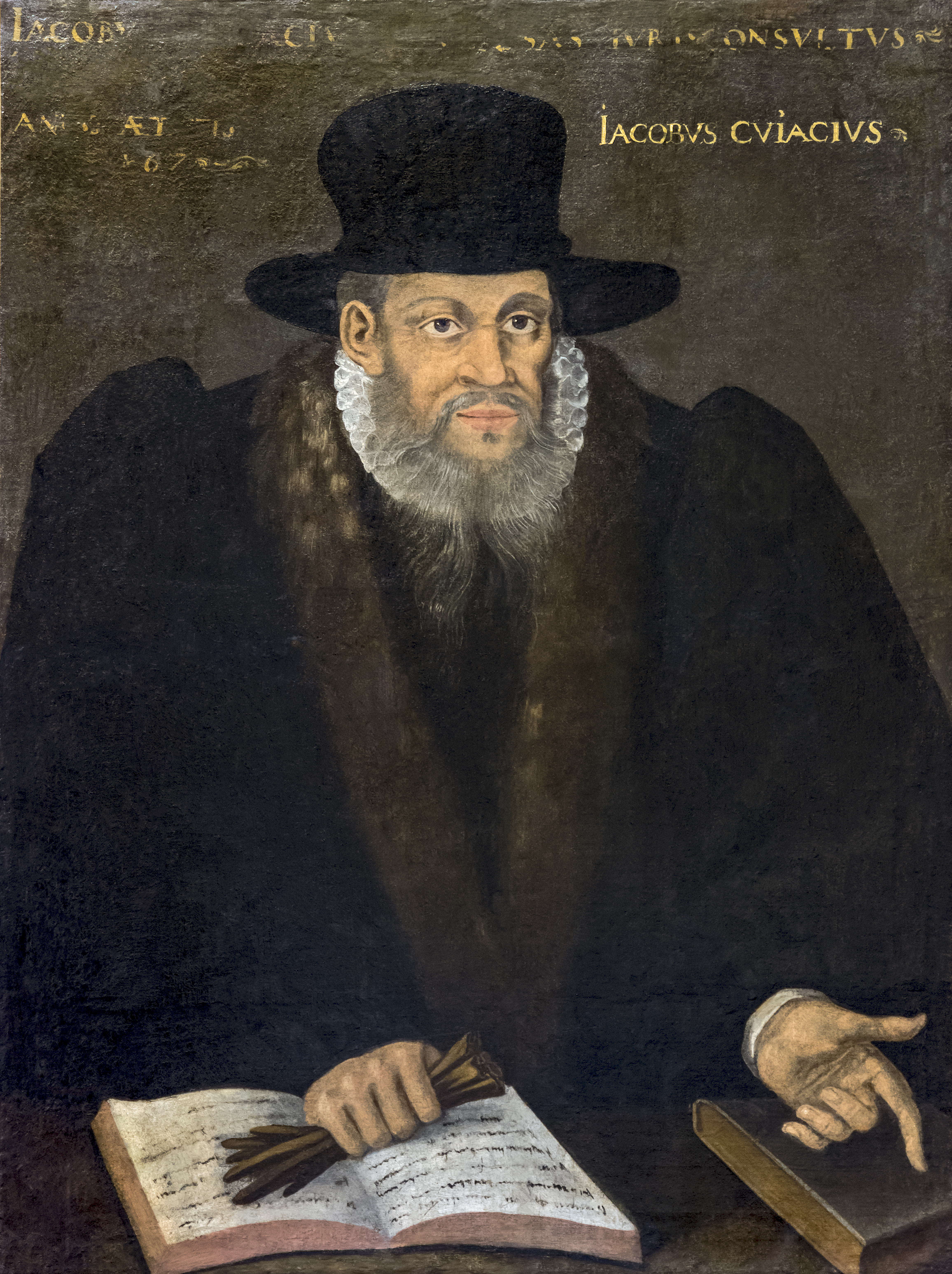
Jacques Cujas (vers 1580), musée du Vieux Toulouse.

Jacques Cujas naît en 1522. Il est le fils d’un tonseur de drap pyrénéen originaire d’Oloron-Sainte-Marie établi à Toulouse. Sa famille, aisée, lui permet de faire ses humanités, puis des études de droit. Il suit notamment les leçons d’Arnaud Du Ferrier, professeur de droit romain formé à Padoue avec Michel de L'Hospital. Il suit l'essentiel de ses études de droit entre 1537 et 1544.
Entre 1547 et 1554, il dispense à la faculté de Toulouse en tant qu'« hallebardier » un cours introductif sur les Institutes de Justinien.
Il reçoit l’appui de grandes familles parlementaires toulousaines et accepte le préceptorat des deux fils aînés de Michel Du Faur, juge-mage à Toulouse ; l’un des fils devient le célèbre juriste Pierre du Faur de Saint-Jory.
En 1554, il ambitionne la chaire de droit romain de Toulouse mais le concours voit la nomination d'Étienne Forcadel, devenu professeur, en 1557. Aussi, il préfère accepter une chaire à l'université de Cahors, petite université satellite où de nombreux juristes toulousains ont fait leurs premières armes. Antoine de Govea, frère du fondateur du Collège de Guyenne de Bordeaux (1534), y occupe une chaire jusqu’en 1554 et ses travaux confortent Cujas dans ses efforts pour restituer le droit romain authentique en revenant aux sources. C’est à Cahors qu’il publie son cours enseigné à Toulouse : Notes sur les règles d’Ulpien (1554).
Sa carrière est ensuite marquée par de nombreuses pérégrinations.
Il reste peu à Cahors et part à l'Université de Bourges (1554-1555), qui est alors le centre de l'humanisme juridique en Europe, pour succéder à François Baudouin. Ses protecteurs Michel de l’Hospital, Arnaud Du Ferrier et Barthélemy Faye le recommandent auprès de la duchesse de Berry Marguerite de France. Mais la nomination de Cujas à Bourges lèse des candidats locaux, d’où une agitation estudiantine qui l’oblige à se retirer à Paris en 1557. Au bout de trois mois, il rejoint l'université de Valence en novembre 1557, intéressé par des appointements annuels de 600 livres. Durant ce premier séjour dans la ville, il épouse Madeleine Du Roure, fille d'un médecin juif d'Avignon, et se lie avec l'évêque Jean de Monluc.
À la mort du doyen Le Douaren, Marguerite de France le rappelle à Bourges où il connait alors une seconde période calme et féconde, et publie de 1560 à 1566.
En 1566, à la demande de  Marguerite de France, alors duchesse de Savoie et de Berry, il traverse les Alpes pour enseigner à l'université de Turin (1566-1567), en remplacement d’Antoine de Govea qui vient de mourir. Il revient à Valence dès l'année suivante. De 1567 à 1575, Cujas jouit d’une grande renommée à la Faculté de Valence, nouvellement réunie à celle de Grenoble. Il possède la première chaire et une autorité incontestée sur tout l’enseignement du droit. Il est également conseiller honoraire au parlement de Grenoble.
En 1575, les guerres de religion désolent le pays. Cujas, qui a certainement appartenu à la religion calviniste lors de son second séjour à Bourges, se réfugie chez Antoine de Crussol, chef des protestants du Languedoc et du Dauphiné pendant la première guerre civile (1562). Il part ensuite à Paris où le roi l’autorise exceptionnellement à donner quelques cours de droit romain pour délivrer des diplômes. En effet, pour privilégier l'enseignement du droit canonique nécessaire à la formation des clercs, le droit romain y est interdit depuis le XIVe siècle. Il retournera ensuite à Bourges.
Ses dernières années sont empoisonnées par la crainte de la Ligue qui exige des professeurs des déclarations favorables à sa politique.
Après le décès de sa femme, Madeleine du Roure et de son fils, il se remarie en 1586 avec Gabrielle Hervé, nièce du diplomate Guillaume Bochetel, et dont il a une fille, Suzanne Cujas. L'ironie du sort veut que la famille Bochetel, tutrice de Suzanne, conteste le testament de Cujas lors du remariage de Gabrielle Hervé en 1592 avec Godefroy de Cullon.
Il meurt le 4 octobre 1590.

## Apports doctrinaux
Cujas est souvent considéré comme le plus grand humaniste parmi les juristes français. Il est en effet le maître en France du courant historiciste de l'humanisme juridique, aussi nommé mos gallicus ou mos gallicus jura docendi (« méthode française d'enseignement des droits »), par opposition au mos italicus qui fait référence aux juristes bartolistes.
Ce courant est caractérisé par une vision du droit, spécialement du droit romain, profondément marquée d’une idée d’évolution, la succession des époques par des phases profondes et distinctes. Pour cette école, l’histoire est riche d'enseignement et le droit romain constitue un exemple. Elle s’attache donc à ramener les lois romaines dans la réalité de l’évolution historique.
La grande œuvre de Cujas a été la reconstruction du Corpus Iuris Civilis de Justinien.
Schématiquement, la méthode de Cujas repose, pour la reconstitution des textes, sur une critique tant externe qu'interne. Il confronte les versions, en se fondant sur une large palette de sources, latines et grecques, juridiques mais aussi littéraires. Il opère dans le même temps une analyse philologique, qui lui permet de rétablir la langue et la grammaire latine.
Cujas a donné un grand nombre de références qui peuvent encore aujourd’hui enrichir les études de droit romain. Par son approche du droit romain et ses commentaires des compilations justiniennes, il a permis de renouveler la compréhension du droit romain, de sorte que ce dernier influence le droit positif et ce jusqu’à nos jours.
Malgré sa richesse et ses nombreux apports, l’œuvre de Cujas est désormais en péril comme en témoigne le fait que la dernière étude sur Cujas remontait jusqu'à peu, au XIXe siècle. Toutefois, une thèse d'histoire du droit consacrée à Jacques Cujas a été soutenue à l'École de droit de la Sorbonne en 2012 et publiée en 2015 par la Librairie Droz.

## Postérité
Cujas a eu pour élèves, entre autres, Jacques-Auguste de Thou, Joseph Juste Scaliger, Antoine Loysel, Paul de Foix, Pierre Pithou, Guy du Faur de Pibrac, Raoul Adrien, Jacques Labitte et Étienne Pasquier. Ce dernier aurait dit au sujet de son maître : « Le grand Cujas n'a et n'aura par aventure jamais son pareil ».
Sa vie a été écrite par Scévole de Sainte-Marthe, Papire Masson et Berriat-Saint-Prix.
À Toulouse, la rue où il est né a pris son nom en 1806 et un monument sculpté par Achille Valois a été érigé place du Salin, face au palais de justice, en 1850. Un certain nombre de villes marquées par le passage de Cujas ont donné son nom à une voie publique : la rue Cujas, dans le 5e arrondissement de Paris, près du Panthéon, une rue à Valence, une autre à Grenoble. 
À Bourges, une place et une salle d'audiences du tribunal de grande instance portent son nom. Une statue de Cujas orne l'escalier de l'ancienne faculté de droit de Bordeaux. La bibliothèque universitaire de droit de la rue Cujas à Paris, des amphithéâtres de la faculté de droit de Toulouse, de la faculté de droit de Valence et de Bourges ont également été nommés en son honneur.  
A l’université Paris 2 Panthéon-Assas (au 158 rue Saint-Jacques 75005 Paris) un « Institut Cujas » fédère et héberge divers organismes de recherche et sociétés savantes.
Les éditions Cujas, ainsi nommées en l'honneur du jurisconsulte, publient, depuis 1936, livres et revue juridiques.
La jurisprudence de la Cour suprême du Canada  se réfère à Cujas.
| |
| Statue de Cujas (escalier d'honneur intérieur de la Faculté de Droit, place Pey Berland, Bordeaux). |

|                                            |
| Statue de Cujas (Place du Salin, Toulouse) |

|                          |
| L'hôtel Cujas à Bourges. |

### Cujas dans la littérature
Molière, dans sa comédie-ballet Monsieur de Pourceaugnac (scène XI acte II), utilise le nom de Cujas comme ressort comique du juriste empêtré dans ses lois, incapable de voir ce qui se passe sous ses yeux : l’avocat appelle à consulter les auteurs, législateurs et glossateurs avec en point d’orgue le nom de Cujas pour affirmer une évidence, que « la polygamie est un cas pendable ».
Victor Hugo, dans Hernani , en 1830, fait appel à son nom pour critiquer un modèle de jurisconsulte, prestigieux à la Renaissance mais dont les idées sont dépassées : « Que les vieilles règles de d’Aubignac meurent avec les vieilles coutumes de Cujas, cela est bien ! ». Paradoxalement, cette citation redonne à Cujas une popularité de grand juriste de l’Ancien Régime hors des milieux judiciaires. 
Flaubert, dans Madame Bovary (1856), reprend cette même idée de gloire passée en associant son nom à celui d’un juriste italien du Moyen-Âge : « Laissez donc un peu Cujas et Bartole, que diable ! ». Cujas devient une figure emblématique de la Justice, le symbole du juriste humaniste sans références à ses travaux.
En 1831, Alfred de Musset qualifie l’étudiant en droit de « disciple infortuné de Cujas » dans la Revue fantastique. 
Labiche, dans sa pièce Le Roi des Frontins (1845) fait dire à un exécuteur testamentaire « Je passe mes nuits avec Bartole, je déjeune avec Cujas et je soupe avec Papinien ! ». 
Au XXe siècle, Giraudoux, dans sa pièce de théâtre Pour Lucrèce fait du buste de Cujas une allégorie de la Justice.

## Œuvres

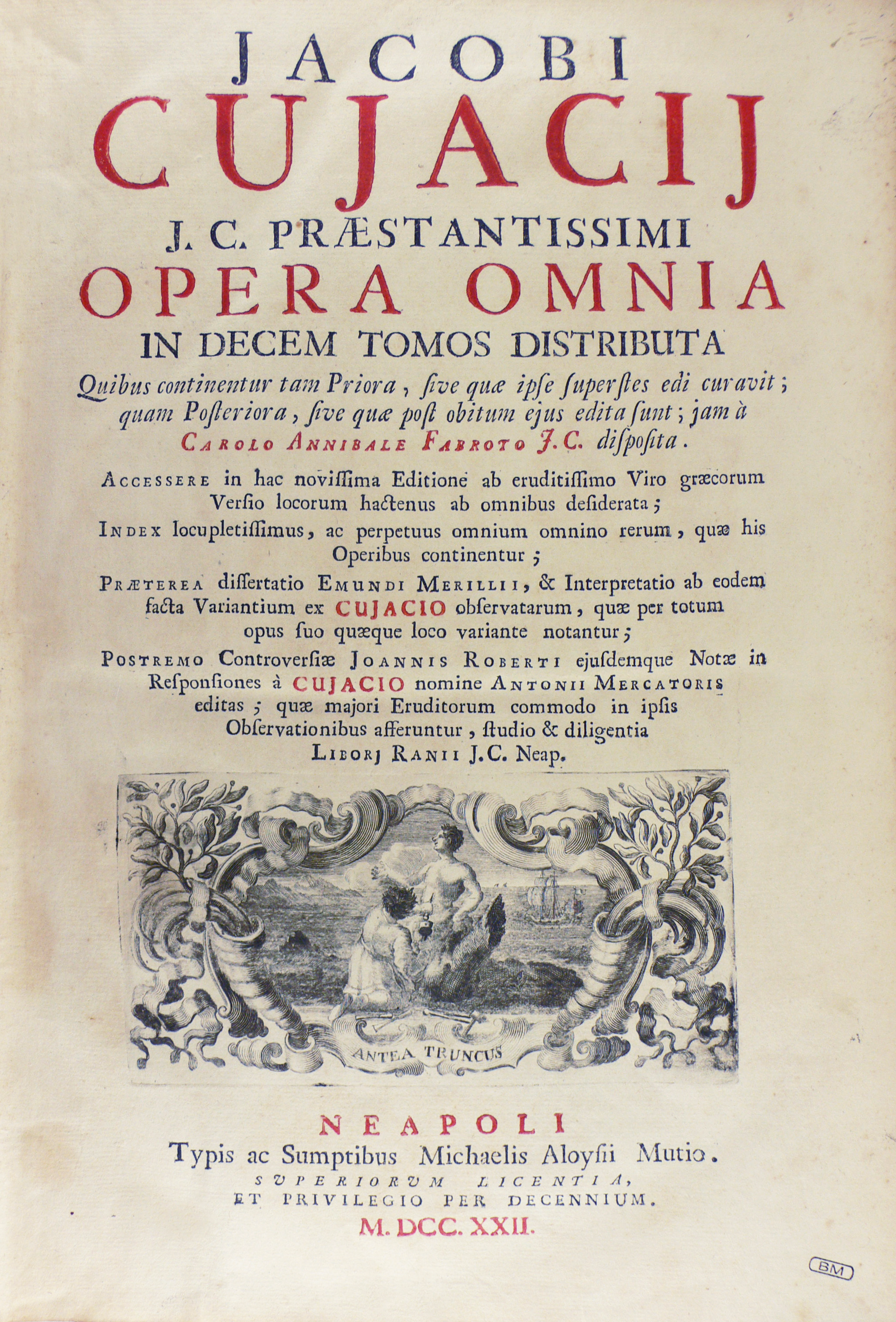
Opera omnia, 1722.

Les œuvres de Cujas sont essentiellement composées de commentaires sur le Corpus iuris civilis. Elles sont presque toutes regroupées dans un recueil d'œuvres intégrales : Cujacii Opera omnia, publié par Charles Annibal Fabrot en 1658, et réédité à plusieurs reprises au cours des XVIIIe siècle et XIXe siècle.
Parmi ses ouvrages, les plus fréquemment cités sont :
- Observationes et Emendationes, dont la publication s'étend de 1556 à 1595.
- De Feudis Libri V. et in eos Commentarii (1566)
- Paratitla in libros L. Digestorum (1570)
- Paratitla in libros IX. Codicis Justiniani (1579)